# Omari Kellyman
Omari Jamian Kellyman (* 15. září 2005) je anglický profesionální fotbalista, který hraje na pozici ofenzivního záložníka za klub Chelsea FC. Narodil se v Anglii a na mládežnické mezinárodní úrovni reprezentoval Anglii i Severní Irsko.

## Mládí
Kellyman se narodil v Derby matce ze Severního Irska a jamajskému otci. Jako dítě navštěvoval Landau Forte College.

## Klubová kariéra

### Derby County
Kellyman se připojil k akademii Derby County v roce 2012 a postupoval klubovou akademií, dokud nebyl 21. listopadu 2021 jmenován na lavičku pro zápas EFL Championship proti AFC Bournemouth, i když se nakonec v zápase neobjevil.

### Aston Villa
V březnu 2022, po deseti letech v Derby, se připojil k akademii týmu Premier League Aston Villa FC, přičemž klub údajně zaplatil částku ve výši 600 000 liber. Svou první profesionální smlouvu podepsal v září téhož roku, když už se objevil v týmu do 21 let v EFL Trophy, přičemž manažer akademie Mark Harrison uvedl, že klub byl potěšen, že Kellymana podepsal a že jsou "velmi spokojeni s jeho dosavadním vývojem".
V následujícím roce byl nominován na cenu Premier League 2 pro hráče měsíce února, a to po hvězdných výkonech v mládežnickém týmu Aston Villy. Dne 24. března 2023 vstřelil jediný gól Aston Villy při přátelské prohře 1:3 s Bristolem Rovers a poté pomohl Aston Ville k titulu HKFC International Soccer Sevens 2023, když dvakrát skóroval při výhře 3:0 ve finále proti Tai Po a byl vyhlášen hráčem turnaje.
Kellyman byl v červenci 2023 jmenován do předsezónního týmu Aston Villy, včetně turné po USA, a odehrál zápas letní série Premier League proti Newcastlu United. Zápas začal na lavičce, ale nastoupil ve druhém poločase. Jeho střela, která trefila tyč a odrazila se, vyústila v doklepnutou branku Emiliana Buendíi.
Dne 31. srpna 2023 si Kellyman odbyl svůj profesionální debut při vítězství 3:0 v Evropské konferenční lize UEFA nad Hibernianem, když si připsal asistenci na gól Leona Baileyho. Dne 25. října 2023 podepsal Kellyman v Aston Ville novou "dlouhodobou" smlouvu. Dne 7. listopadu 2023 utrpěl Kellyman zranění hamstringu, když hrál za Aston Villa U21 v EFL Trophy proti Crawley Town, což ho podle odhadů mělo vyřadit až do nového roku.
Dne 3. dubna 2024 Kellyman debutoval v Premier League při venkovní porážce 4:1 s Manchesterem City.

### Chelsea
Dne 29. června 2024 se Kellyman připojil k jinému klubu Premier League Chelsea, se kterou podepsal šestiletou smlouvu s opcí na další rok za údajnou částku 19 milionů liber.

## Reprezentační kariéra
Kellyman, který reprezentoval Severní Irsko na úrovni do 17 i 18 let, se v září 2023 po zprávách, které se objevily v březnu téhož roku, oficiálně rozhodl změnit svou mezinárodní příslušnost ke své rodné zemi, Anglii.
Dne 1. září 2023 byl Kellyman povolán do anglické reprezentace do 19 let pro nadcházející zápasy proti Německu a Švýcarsku. Svůj debut v reprezentaci do 19 let si odbyl při porážce 0:1 s Německem v Olivě 6. září 2023.
V květnu 2024 byl Kellyman poprvé povolán do anglické reprezentace do 20 let, ale později ho na srazu nahradil Romain Esse.

## Statistiky

### Klubové
Platí k zápasu hranému 19. května 2024.
| Klub              | Sezóna            | Liga              | Liga   | Liga | Národní pohár | Národní pohár | Ligový pohár | Ligový pohár | Kontinentální | Kontinentální | Ostatní | Ostatní | Celkově | Celkově |
| Klub              | Sezóna            | Soutěž            | Zápasy | Góly | Zápasy        | Góly          | Zápasy       | Góly         | Zápasy        | Góly          | Zápasy  | Góly    | Zápasy  | Góly    |
| ----------------- | ----------------- | ----------------- | ------ | ---- | ------------- | ------------- | ------------ | ------------ | ------------- | ------------- | ------- | ------- | ------- | ------- |
| Aston Villa U21   | 2022/23           | —                 | —      | —    | —             | —             | —            | —            | —             | —             | 1       | 0       | 1       | 0       |
| Aston Villa U21   | 2023/24           | —                 | —      | —    | —             | —             | —            | —            | —             | —             | 2       | 1       | 2       | 1       |
| Aston Villa U21   | Celkově           | Celkově           | —      | —    | —             | —             | —            | —            | —             | —             | 3       | 1       | 3       | 1       |
| Aston Villa       | 2023/24           | Premier League    | 2      | 0    | 0             | 0             | 1            | 0            | 3             | 0             | —       | —       | 6       | 0       |
| Chelsea           | 2024/25           | Premier League    | 0      | 0    | 0             | 0             | 0            | 0            | 0             | 0             | 0       | 0       | 0       | 0       |
| Celkově v kariéře | Celkově v kariéře | Celkově v kariéře | 2      | 0    | 0             | 0             | 1            | 0            | 3             | 0             | 3       | 1       | 9       | 1       |

## Úspěchy
Aston Villa U21
- Birmingham Senior Cup: 2023/24